# Pachybrachius luridus
Pachybrachius luridus ist eine Wanze aus der Familie der Rhyparochromidae.

## Merkmale
Die Wanzen werden 4,5 bis 5,3 Millimeter lang. Sie sind anhand des typisch hinter der Mitte eingeschnürten Pronotums, das keine ausgezogenen Seitenränder besitzt, als Vertreter der Gattung Pachybrachius erkennbar. Man kann die Art von der sehr ähnlichen Pachybrachius fracticollis durch den langen Flaum des Pronotums und durch die doppelte Reihe von Dornen an den Schenkel (Femora) der Vorderbeinen unterscheiden. Außerdem ist das Pronotum etwas weniger langgestreckt als bei der ähnlichen Art, sondern eher quadratisch. Die Imagines sind voll geflügelt (makropter).

## Verbreitung und Lebensraum
Die Art ist in Europa vor allem in Mittel- und Osteuropa verbreitet und fehlt im hohen Norden und im Süden. Sie kommt östlich bis Sibirien, China, Japan und Korea vor und wurde durch den Menschen nach Kanada eingeschleppt. In Deutschland ist die Art vor allem im nördlichen Tiefland, im Osten sowie in den Alpen und dem Alpenvorland verbreitet. Im Südwesten ist sie selten und tritt nur lokal auf. In Österreich ist sie nur lokal verbreitet und ist im pannonischen Raum selten. In den Alpen findet man sie von tiefen Lagen bis in etwa 1300 Meter Seehöhe. In Großbritannien ist sie sehr selten und nur von wenigen verstreuten Bereichen in England und Wales, vor allem aus dem New Forest bekannt. Besiedelt werden anders als bei der viel häufigeren Pachybrachius fracticollis nicht unterschiedliche feuchte Lebensräume, sondern überwiegend nasse Moorbiotope. Die beiden Arten können auch gemeinsam auftreten.

## Lebensweise
Die Tiere leben an Sauergrasgewächsen (Cyperaceae), wie etwa Wollgräser (Eriophorum), Rasenbinsen (Trichophorum) und Seggen (Carex), überwiegend aber an Schnabelriede (Rhynchospora).  Die Imagines können fliegen und tun die vor allem im Frühjahr. Die Tiere paaren sich wie auch Pachybrachius fracticollis von Mai bis Anfang Juni und sind nach sechs bis acht Wochen, frühestens ab Ende Juli, ansonsten ab August adult.

## Belege